# Осинці (Логойський)
Осинці — (біл. вёска Асінцы), село (веска) в складі Логойського району розташоване в Мінській області Білорусі, підпорядковане Нестановицькій сільській раді.
Село Осинці розташоване в центральних районах Білорусі, у північній частині Мінської області - орієнтовне розташування.